# John Millman (ciclista)
John Earl Millman (nascido em 4 de agosto de 1930) é um ex-ciclista canadense que competia em provas de pista. Ele representou o Canadá nos Jogos Olímpicos de Verão de 1952, em Helsinque.